# Pi-de-la-creu
El Pi-de-la-creu és una muntanya de 321 metres que es troba al municipi de Sant Feliu de Buixalleu, a la comarca de la Selva.